# Список футбольних клубів Італії
Це список футбольних команд Італії

## Список усіх команд

### з 1898 до 1929
| - Міланезе — Мілан - Аскуі — Аскуі Терме - Альба Рома — Рим - Алессандрія — Алессандрія - Алессандріна — Алессандрія - Аматорі Гучо — Мілан - Анконітана — Анкона - Андреа Доріа — Генуя - Аталанта — Бергамо - Аудас Рома — Рим - Аудас Таранто — Таранто - Аудас Торіно — Турин - Аудасиа Наполі — Неаполь - Аудас Модена — Модена - Асория Мілан — Мілан - Асонія Про Горла — Мілан - Багнолезе — Неаполь - Барі — Барі - Бентегоді Верона — Верона - Біеллезе — Біелла - Болонья — Болонья - Брешія — Брешія - Каріньяно — Каріньяно - Капрі — Капрі - Казале — Казале Монферрато - Касертана — Касерта - Кастеджіо — Кастеджіо - Кавезе — Кава де' Тіррені - Кьяссо — К'яссо ( Швейцарія) - Комо — Комо - Кремонезе — Кремона - Дертона — Тортона - Доло — Доло - Домінанте — Генуя - Енотрія (також Енотрія Гольярдо) — Мілан - Есперія (також Вареджо) — Вареджо - Есперія Комо — Комо - Барі — Барі - Торінезе — Турин - Фіорентина — Флоренція - Ф'юмана — Рієка/Ф'юме - Фоджа — Фоджа - Фортітудо — Рим - Болонезе — Болонья - Дженоа — Генуя - Гербі Піза — Піза - Джіннастіка Торино — Турин - Джованні Кальчотори Каппуччіні — Верчеллі | - Джованні Кальчоторі Генуя — Генуя - Джованні Кальчоторі Леньянезе — Леньяно - Гріфоне — Генуя - Ідеале Барі — Барі - Інтер (також Амброзіана) — Мілан - Інтернаціонале Наполі — Неаполь - Інтернаціонале Торіно — Турин - Італія Фіренце — Флоренція - Ювентус — Турин - Ювентус Аудас — Рим - Лаціо — Рим - Лечче — Лечче - Леньяно — Леньяно - Лібертас Фіренце — Флоренція - Лібертас Мілан — Милан - Лібертас Палермо- Палермо - Ліберті Барі — Барі - Лігурія — Генуя - Ліворно — Ливорно - Лукка — Лукка - Луккезе — Лукка - Мазератезе — Мазерата - Мантова — Мантуя - Мантована — Мантова - Медіоланум — Мілан - Мессіна — Мессіна - Мілан — Мілан - Модена — Модена - Монца — Монца - Наплес — Неаполь - Наполі (також Інтернаплес) — Неаполь - Націонале Емілія — Парма - Націонале Ломбардія — Мілан - Новара — Новара - Новезе — Нова Лігурія - Падова — Падуя - Палермо — Палермо - Парма — Парма - Пасторе Торіно - Турин - Павія — Павія - Петрарка — Падуя - П'яченца — П'яченца - П'ємонт (також П'ємонтезе) — Турин - Піза — Піза - Пістойезе — Пістойя - Прато — Прато - Про Казерта — Казерта - Про Італія Таранто — Таранто | - Про Ліворно — Ліворно - Про Наполі — Неаполь - Про Патрія — Бусто Арсізіо - Про Рома — Рим - Про Сесто — Сесто Сан Джованні - Про Верчеллі — Верчеллі - Путеолана — Поццуолі - Расінг Лібертас — Мілан - Реджіна — Реджо Еміліо - Ріваролес — Генуя - Рома — Рим - Роман — Рим - Салернітана — Салерно - Самп'єрдарінезе — Генуя - Саронно — Саронно - Савойя — Торре Аннунціата - Савойя Мілан — Мілан - Савона — Савона - Чіо — Чіо - Сестрезе — Сестрі Поненте - Спал — Феррара - Сперанца Савона — Савона - Спес Дженоа — Генуя - Спеція — Спеція - Стабія — Кастелламаре ді Стабія - Стельвіо — Варезе - Тарантіна — Таранто - Тіволі — Тіволі - Торіно (футбольний клуб) — Турин - Тревильезе — Тревильо - Тревізо — Тревізо - Трієстина — Трієст - Міланезе — Мілан - Романа — Рим - Торінезе — Турин - Удінезе — Удіне - Валенцана — Валенца - Варезе — Варезе - Велосес — Биелла - Венеція — Венеція - Верона — Верона - Віченца — Віченца - Вігор Сенігаллія — Сенігаллія - Віртус Болонья — Болонья - Віртус Ювентус — Ліворно - Вітторія Рома — Рим - Волонтарі Венеція — Венеція |

#### Чемпіонат 1921/1922
| - Альба Рома — Рим - Алессандрія — Алессандрія - Анконітана — Анкона - Андреа Дорія — Генуя - Аудас Рома — Рим - Аудас Таранто — Таранто - Багнолезе — Неаполь - Болонья — Болонья - Брешія — Брешія - Казале — Казале Монферрато - Фольоре — Анкона - Фортітудо — Рим - Дженоа — Дженоа - Хелья Ресіна — Мазерата - Інтер — Мілан - Інтернаціонале Наполі — Неаполь - Ювентус — Турин - Ювентус Аудас — Рим - Лаціо — Рим - Легнано — Легнано - Лібертас Палермо — Палермо - Лібертас Мессіна — Мессіна - Ліберті Барі — Барі - Ліворно — Ліворно - Мазерата — Мазерата - Мантова — Мантуя - Мессінезе — Мессіна - Мілан — Мілан | - Модена — Модена - Наполі — Неаполь - Новара — Новара - Падова — Падуя - Палермо — Палермо - Піза — Піза - Про Італія Таранто — Таранто - Про Рома — Рим - Про Верчеллі — Верчеллі - Путеолана — Поццуоле - Роман — Рим - Салернітана — Салерно - Савойя — Торре Аннунціата - Савона — Савона - Мессіна — Мессіна - Спеція — Спеція - Стабія — Кастелламаре ді Стабія - Тіволі — Тіволі - Торіно — Турин - Міланезе — Мілан - Романа — Рим - Умберто I Мессіна — Мессіна - Велос Таранто — Таранто - Венеція — Венеція - Верона — Верона - Віченца — Віченца - Вігор Сенігаллія — Сенігаллія - Віртус — Анкона |

### Після сезону 1928/1929
У 1929 механізм чемпіонату був змінений: створена Серія А у тому вигляді, у якому ми її знаємо тепер (тільки 1 ліга з 16, 18 або 20 командами).
Нижче приведено список з 61 команди, які брали участь у скудетто з 1929 до 2006: Інтер залишається єдиним клубом, який жодного разу не вилетів з елітної ліги (до 2006 року таким був ще і Ювентус).

#### Посезонно
|  | - 75 сезонів: Інтер/Амброзіана - 74: Ювентус, Рома - 73: Мілан - 69: Фіорентина - 65: Торіно - 64: Лаціо - 62: Болонья - 61: Наполі - 58: Сампдорія - 46: Аталанта - 40: Дженоа/Дженоа 1893 - 34: Удінезе - 30: Віченца - 28: Барі, Кальярі - 26: Трієстина - 24: Верона - 21: Брешія | - 20: Палермо - 17: Парма - 16: Асколі, Падова, Спал - 15: Ліворно - 13: Алессандрія, Комо, Модена, Перуджа - 12: Лечче, Новара, Про Патрія, Венеція - 11: Фоджа - 10: Авеліно, Катанія, Чезена - 8: Емполі, Луккезе-Лібертас, П'яченца, Самп'єрдаренезе/Лігурія - 7: Катанзаро, Кремонезе, Мантова, Піза, Реджіна, Варезе - 6: К'єво, Про Верчеллі - 5: Мессіна, Пескара - 4: Казале, Сієна - 3: Лечче, Леньяно, Реджіна - 2: Анкона, Салернітана, Тернана - 1: Пістойезе, Тревізо |

#### Чемпіонат 1945/1946 (післявоєнний)
Цей чемпіонат звичайно не враховується статистиками, тому що деякі з південних команд, які брали у ньому участь, представляли Серію B. Переможцем був Торіно.
- Анконітана — Анкона (Серія В)
- Андреа Дорія — Генуя
- Аталанта — Бергамо
- Барі — Барі (Серія В)
- Болонья — Болонья
- Брешія — Брешія
- Фіорентина — Флоренція
- Дженоа — Генуя
- Інтер — Мілан
- Ювентус — Турин
- Лаціо — Рим
- Мілан — Мілан
- Модена — Модена
- Наполі — Неаполь (Серія В)
- Палермо — Палермо (Серія В)
- Пескара — Пескара (Серія В)
- Про Ліворно — Ліворно
- Рома — Рим
- Селернітана — Салерно (Серія В)
- Самп'єрдаренезе — Генуя
- Сієна — Сієна (Серія В)
- Торіно — Турин
- Трієстина — Трієст
- Венеція — Венеція
- Віченца — Віченца